# Trassem
Trassem település Németországban, Rajna-vidék-Pfalz tartományban. Lakosainak száma 1111 fő (2023. december 31.).

## Népesség
A település népességének változása:
| Lakosok száma | 895  | 1163 | 1182 | 1119 | 1149 | 1111 |
|               | 1975 | 2017 | 2019 | 2021 | 2022 | 2023 |